# أزمة توفير القمح السوفيتية عام 1928
كانت أزمة توفير القمح السوفياتية عام 1928، ويُشار إليها أحيانًا باسم «أزمة السياسة الاقتصادية الجديدة»، حدثًا اقتصاديًا جوهريًا وقع في الاتحاد السوفياتي بدءًا من شهر يناير عام 1928، انخفضت خلالها كميات القمح والشيلم وباقي محاصيل الحبوب الأخرى المتاحة للشراء من طرف الحكومة إلى مستويات اعتبرها المخططون غير كافية لدعم حاجات سكان المناطق الحضرية داخل الاتحاد. اجتمع فشل الحكومة في الاستغلال الناجح لنظام التسعير والعرض والطلب، من أجل تحقيق مبيعات كافية من الحبوب، مع التدابير التي فرضتها العقوبات الإدارية القاسية على القرويين السوفييت. أدت حالة الطوارئ التي تلت الأزمة إلى إنهاء السياسة الاقتصادية الجديدة ودفعت الاتحاد نحو سياسة التنظيم الجماعي لقطاع الزراعة عام 1929.

## تاريخ

### خلفية
دخلت ثورة نوفمبر عام 1917 الروسية في فترة من الحرب الأهلية والتفكك الاقتصادي، وخلال تلك الفترة، استغل الحزب الشيوعي الحاكم عمليات الاستيلاء القسرية على الحبوب، مقابل منح الفلاحين أسعارًا ثابتة من العملة ذات القوة الشرائية الضعيفة في سوق السلع الاستهلاكية متخلف النمو أساسًا. اعتبر المعاصرون السوفيات هذا الإجراء تدبيرًا مؤقتًا خلال فترة الحرب، لكن هذا النظام الاقتصادي الشيوعي خلال فترة الحرب كان مكروهًا بشدة من طرف الفلاحين منتجي الحبوب في روسيا، وأدى إلى موجة كبرى من الاضطرابات والتمردات التي هددت بزعزعة الحكومة على نحو مهلك.
تخلت الحكومة عن نظام الاقتصاد الشيوعي الحربي القائم على السطوة في ربيع عام 1921، وتبنت حينها ما عُرف باسم «السياسة الاقتصادية الجديدة»، ووفق تلك السياسة، استعادت الحكومة عملتها المرتكزة على الذهب وعادت إلى نظام السوق. بدلًا من فرض الاستحواذ على كافة الفائض الغذائي القابل للتسويق، فُرضت ضريبة على الطعام استوجبت تخصيص كمية محدودة من إنتاج العوائل الريفية لصالح الدولة، ثم بإمكان تلك العوائل بيع ما تبقى من الفائض في السوق المفتوحة، بشرط أن يكون الفائض غير ضروري لبقاء العائلة على قيد الحياة. بحلول عام 1924، استُبدل نظام الضريبة هذا بضريبة مالية، فتم استحواذ الدولة على الحبوب عبر الشراء والمبيع.
على الرغم من أن العودة إلى نظام السوق في مجال الزراعة كان إشكالية عقائدية للكثير من البلاشفة، حقق السوفيات نجاحًا بين العامين 1922 و1926 من الناحية العملية، فعاد مستوى الإنتاج الزراعي الكامل في الاقتصاد القائم على إنتاج القرويين إلى مستويات ما قبل الثورة. وصلت مستويات إنتاج الحبوب إلى مستويات ما قبل الحرب تقريبًا، وتجاوز إنتاج البطاطا تلك المستويات بفارق كبير، بينما عاد تعداد الماشية –الذي تأثر بشكل خطير إبان الحرب– إلى مستواه الطبيعي، تحديدًا فيما يخص تعداد الخنازير والأغنام، أما تعداد الخيول، فعاد إلى مستواه ببطء وثبات.
شهدت المدن السوفياتية خلال نظام الاقتصاد الشيوعي الحربي انخفاضًا كبيرًا في تعداد السكان جراء العودة الجماعية للفلاحين السابقين إلى قراهم الأصلية وسط الانهيار الاقتصادي الحاصل حينها. انقلبت موجة الهجرة تلك عند تطبيق السياسة الاقتصادية الجديدة، واستعاد السوفيات منشآتهم الصناعية التي بدأت العمل من جديد، فاقتربت مستويات إنتاجها من مستويات إنتاج ما قبل الحرب خلال النصف الثاني من عشرينيات القرن الماضي. تطلب نمو الاقتصادي وتحسين ظروف المعيشة، وفق ما رآه المخططون السوفيات، استثمارًا جديدًا في منشآت المصانع والسلع الإنتاجية. وبما أن النظام السوفياتي شدد القيود على الوصول إلى أسواق المال العالمية، لم تستطع الحكومة توليد تلك الأموال إلا من خلال تخفيض اعتماد العملة السوفياتية على الذهب، أو رفع مستوى الضرائب على سكان الأرياف الأكثر عددًا، أو اتباع مزيجٍ من الإجرائين السابقين.